# Raum l'Ancien
Raum l'Ancien (en vieux norrois : Raumr inn gamli), né vers 370 à Ogdum et mort dans la même ville, est un roi scandinave légendaire du IVe siècle.
Il est roi de Norvège dans le Hversu Noregr byggdist ainsi que la Thorsteins saga Víkingssonar. 

## Biographie
Né à Ogdum dans le Romsdal, on disait de lui qu'il était laid, comme l'était sa fille, Bryngerd, qui épousa le roi Álf. En effet, en vieux norrois, raumr signifie une grosse et laide de personne.

### Raum et ses fils
Dans Heversu Noregr byggdist, Raum est l'un des trois fils de Nór, le légendaire premier roi de Norvège, et succède à son père comme souverain et ancêtre des dirigeants du sud-ouest de la Norvège.
Raum assista à une fête de Noël donnée par Bergfin (Bergfinn), fils de Thrym (Þrymr) le Géant de Vermland, et coucha Bergdís (Bergdísr), la sœur de Bergfin. Bergdís par la suite donna naissance à trois fils : Björn (Bjǫrn "ours"), Brand (Brandr 'épée') et Álf (Álfr 'elfe'). Álf a été encouragé par Bergfin lui-même, et il est devenu connu comme Finnálf (Finnálfr). Björn a été gardé par sa mère et son nom a été étendu à Jötunbjörn (Jǫtunbjǫrn "ours géant"). Brand a été envoyé à son père Raum qui l'a consacré aux dieux (quoique cela puisse signifier exactement), et il fut par la suite connu comme Gudbrand (Guðbrandr "Dieu-l'épée').
Plus tard, Raum épousa Hild la fille de Gudröd l'Ancien (Guðrǫðr inn gamli), le fils du roi Sölvi (Sǫlvi) qui, le premier, dirigea le pays maintenant appelé Sóleyjar (la région moderne de Solør comprenant les municipalités de Grue, Åsnes et Våler).
Cependant, la Saga des Ynglingar dit que Sölvi l'Ancien vécut beaucoup plus tard, faisant de ce Sölvi le père d'un deuxième Sölvi, père de Halfdan Dent en or (Hálfdanr Gulltanni ; en anglais, Halfdan Goldtooth), le père de Sólveig ou Sölva qui épousa Ólaf Trätälja, Olaf le Bûcheron ou l'Abatteur d'arbres (Ólafr Trételgja). Mais Af Upplendinga Konungum prétend que Sölva, la femme d'Olaf, était la sœur du roi Sölvi l'Ancien.

## Famille

### Mariage et enfants
Par sa femme Hild (ou Hildur), fille de Gudrud le Vieux, Raum est le père de quatre fils légitimes :
- Gudröd ;
- Hauk (Haukr) ou Höd (Hǫðr) ;
- Hadding (Haddingr) ;
- Hring (Hringr).

Il eut également une fille :
- Bryngerd.

Les descendants de Raum se répartissent entre les descendants de Gudbrand, ceux de Jötunbjörn, ceux de Finnálf l'Ancien, ceux de Gudröd, ceux de Hadding et de Hring.

### Sources
- (en) Cet article est partiellement ou en totalité issu de l’article de Wikipédia en anglais intitulé « Raum the old » (voir la liste des auteurs).